# Ramnetina
Ramnetina es un flavonol O-metilado, un tipo de compuesto químico. Se puede aislar del clavo de olor.
La estructura de la molécula fue descubierta por el químico austríaco Josef Herzig (1853-1924).

## Glycosides
Ramnetina es la aglicona de xanthorhamnina.